# Sưu tầm sách

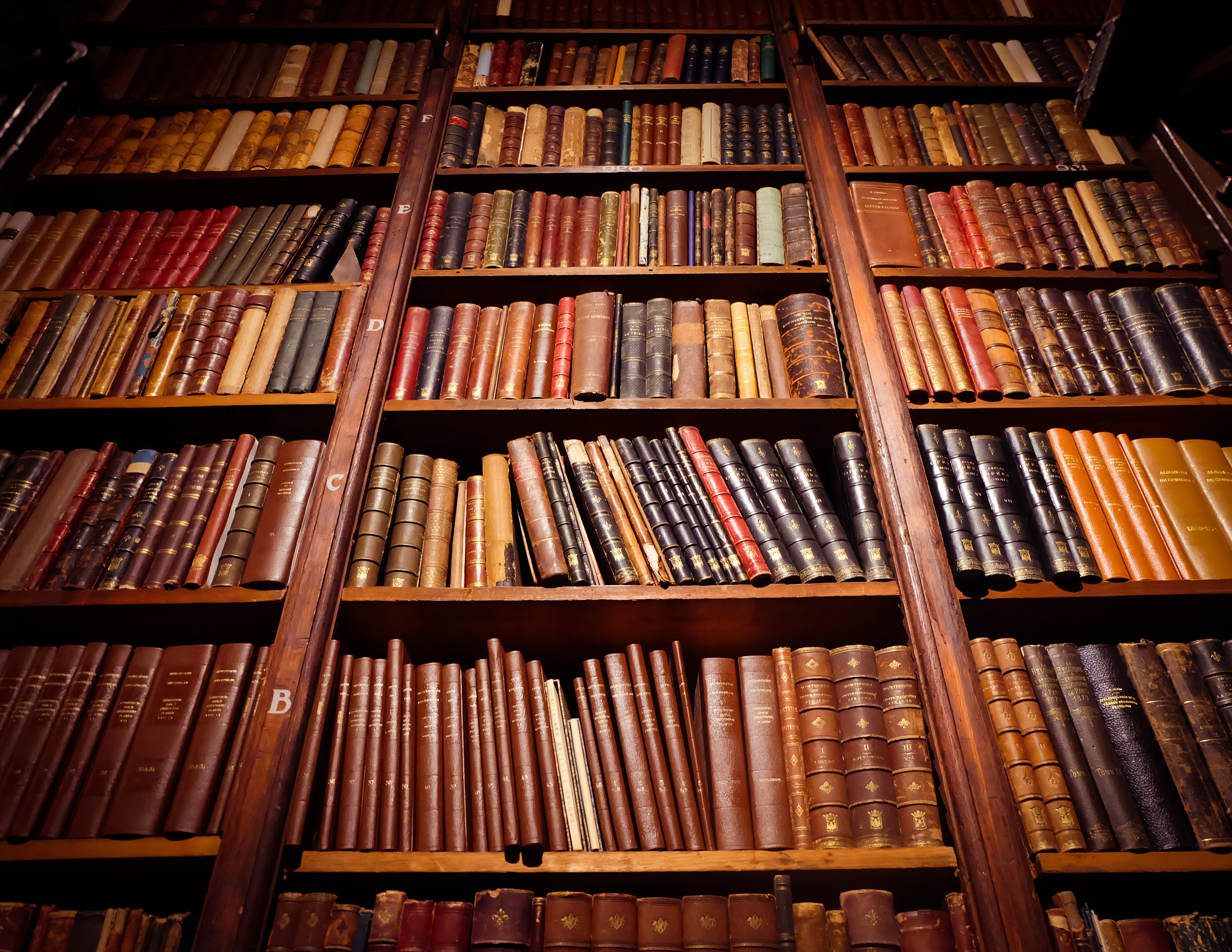
Một bộ sưu tập sách thế kỷ XVIII

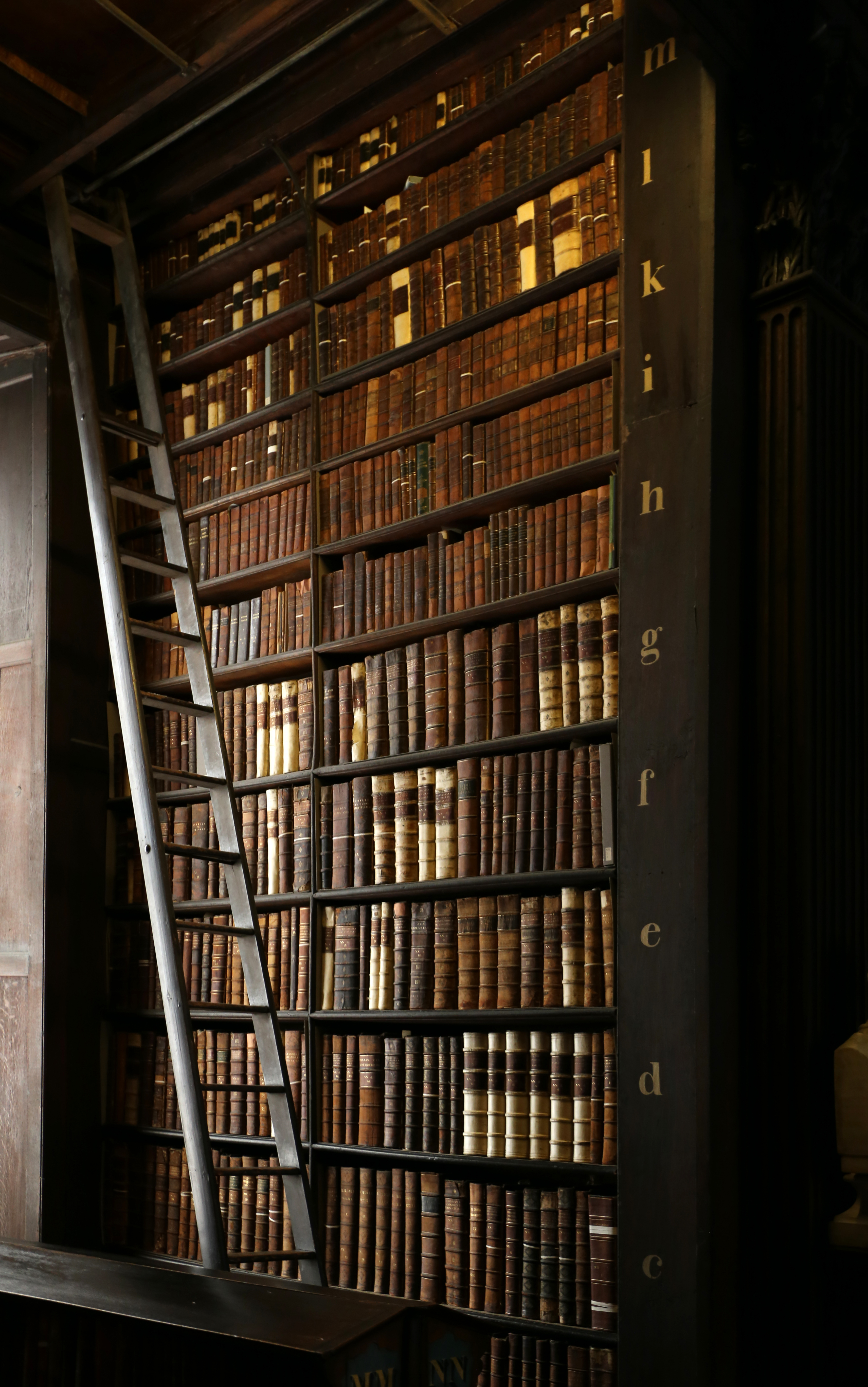
Một kệ sách ở Dublin

Sưu tầm sách hay Sưu tập sách (Book collecting) là thu thập và sưu tập các loại sách, bao gồm tìm kiếm, định vị, thu thập, sắp xếp, lập danh mục, trưng bày, bày biện, lưu trữ và duy trì bất kỳ cuốn sách nào mà một nhà sưu tập nhất định quan tâm. Sở thích sưu tầm sách của những người mê sách hay yêu thích sách (bibliophilia) người thích đọc sách, ngưỡng mộ và là người sưu tầm sách, cũng có thể được biết đến như một người quá tận tâm với sách vở, hoặc một người yêu thích sách, đây chính là một dạng của thú vui sưu tầm. Việc sưu tập sách có thể dễ dàng và không tốn kém bởi có hàng triệu cuốn sách mới và sách cũ có sẵn tại các hiệu sách theo kểu truyền thống cũng như các hiệu sách trực tuyến. Những nhà bán sách lớn bao gồm AbeBooks, Alibris, Amazon và Biblio.com, đồng thời có những nhà bán sách độc lập có thể tìm thấy trực tuyến bằng cách tìm kiếm các từ khóa như như: sách, sách bán, người bán sách, hiệu sách, sách hiếm, sách sưu tầm.
Các loại sách truyền thống chỉ được in trên giấy và sau đó các trang được đóng lại với nhau một cách thẩm mỹ (có cả một nghề đóng sách); tuy nhiên, trong khoảng một thập kỷ qua, sách cũng có sẵn ở định dạng âm thanh thông qua các trang web đọc sách trực tuyến như Audible, Google Audiobooks, Librivox, Kobo Audiobooks và Downpour. Người dùng các trang web này có thể mua dịch vụ truy cập vào một thư viện sách dung lượng lớn mà họ có thể truy cập bất kỳ lúc nào bằng điện thoại, máy tính bảng hoặc máy tính cá nhân. Cũng giống như sách bản cứng, loại hình sách nói có thể được lũy kế qua nhiều năm. Những nhà sưu tập sách giàu có theo đuổi những cuốn sách quý hiếm như Kinh thánh Gutenberg và First Folio của Đại văn hào Shakespeare, những cuốn sách vừa nổi tiếng vừa cực kỳ có giá trị như là quá trình sưu tầm đồ cổ. Những người sưu tập ở mức độ thấp hơn có thể sưu tập các tác phẩm của một tác giả được yêu thích, ấn bản đầu tiên của các tác giả hiện đại hoặc sách thuộc một thể loại nhất định. Giá sách thường phụ thuộc vào nhu cầu cho một ấn bản nhất định dựa trên các yếu tố như số lượng bản có sẵn, tình trạng của sách và liệu chúng có chữ ký của tác giả (và/hoặc biên tập viên hoặc họa sĩ minh họa, nếu có) hoặc dưới tay một chủ sở hữu nổi tiếng trước đó.

## Những sưu tập gia
- John Roland Abbey
- John Quincy Adams
- Darren Ashcroft[3]
- Clifton Waller Barrett[4]
- Chester Beatty
- William Thomas Beckford
- Martin Bodmer
- The Book Club of Detroit
- John Carter Brown
- Boudewijn Büch
- Anthony Collins
- George Cosmatos
- Robert Bruce Cotton
- Jules Desnoyers
- Joseph W. Drexel
- Alexandre Dumas, père
- Umberto Eco
- John Evelyn
- DeCoursey Fales
- Ian Fleming[5]
- Henry Clay Folger
- R. B. Freeman
- George III
- Edward Gibbon
- Stephen Jay Gould
- Robert Harley, Earl of Oxford
- Rush Hawkins
- Richard Heber
- Henry II of France
- Harrison D. Horblit[6]
- Arthur A. Houghton Jr.[7]
- Henry E. Huntington
- Thomas Jefferson
- Jerome Kern
- Geoffrey Keynes
- John Maynard Keynes
- Aleksey Khludov
- George Frederick Kunz
- Mark Lanier
- Robert Lenkiewicz
- Wilmarth Sheldon Lewis
- Josiah K. Lilly Jr.
- Frederick Locker-Lampson
- Antonio Magliabechi
- Alberto Manguel
- H. Bradley Martin[8]
- Larry McMurtry
- Wolfgang Menzel
- Dewitt Miller
- David Scott Mitchell
- Michel de Montaigne
- J. Pierpont Morgan
- William Morris
- Christoph Gottlieb von Murr
- A. Edward Newton
- Friedrich Nietzsche
- Charles Nodier
- William Osler
- Samuel Pepys
- Charles Dyson Perrins
- Sir Thomas Phillipps
- Francis Place
- Abraham Rosenbach
- Lessing J. Rosenwald
- Ellen G. K. Ruben
- Joaquín Rubio y Muñoz
- Arturo Alfonso Schomburg
- Martin Schoyen
- John MacKay Shaw
- Frederick Skiff
- Adam Smith
- Walter W. Stone
- Thomas W. Streeter
- George Thomason
- Jay S. Walker
- Levinus Warner
- Andrew Dickson White
- John Griswold White
- Harry Elkins Widener